# Praça de Piragiba
Piragiba é uma vila do município brasileiro de Muquém do São Francisco do estado da Bahia, no Vale do São Francisco. Sua população foi estimada em 350 habitantes em 2002. Piragiba está localizada ao longo da rodovia Salvador-Brasília (BR-242-020), a 775 quilômetros de Salvador e a 82 quilômetros ao oeste do Rio São Francisco.
A Praça de Piragiba é um dos sítios arqueológicos atribuídos à Tradição Aratu mais estudados do estado da Bahia. A vila se instalou exatamente sobre uma extinta aldeia indígena, que existiu por volta de 870 AP. Diversos vestígios arqueológicos dos antigos residentes afloram do solo da vila com a constante erosão durante as épocas de chuva, mas a grande cheia do rio São Francisco, em 1971, aumentou consideravelmente a aparição de vestígios. Esse evento levou ao início de campanhas de escavações no local nos anos 90 e, até hoje, estudos e achados continuam na região.
Desde 1996, já foram identificados mais de 140 sepultamentos na Praça de Piragiba, quase todos em urnas funerárias, o que levou o local a ser conhecido como o Cemitério de Piragiba. Além dos enterramentos, mais de 700 lâminas ‘de machado’ lascadas e milhares de lascas foram encontradas no sítio arqueológico.

## História

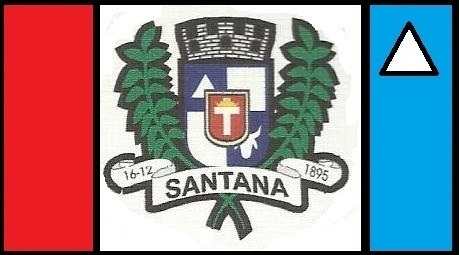
Bandeira de Santana (Bahia)

Santana dos Brejos, atual Santana, foi fundada como um curral de gado bovino na década de 70, do século XVII, pelo Cel. Francisco Dias D’Ávila. A região, a oeste do rio São Francisco e ao norte do rio Corrente, apresentava uma vastidão de terras férteis, campos naturais e brejos, de onde obteve seu nome. A grande fazenda, criada para o descanso do gado, fazia parte do “caminho do gado” da Casa da Torre, tornando-se parte do maior latifúndio brasileiro já existente. Dessa forma, Santana dos Brejos foi desbravada e colonizada com a construção de currais bovinos e de sítios de cana-de-açúcar e, até hoje, mantém vastos canaviais e pastagens.
Em 1890, Santana dos Brejos foi elevada à categoria de vila e, em 1901, foi emancipada. Apesar disso, apenas em 1931 a cidade alterou o nome de Santana dos Brejos para Santana mediante decretos estaduais.

#### Santana dos Nery
Por volta do final do século XIX ou início do século XX algumas famílias de Santana dos Brejos se instalaram em um pequeno vale a 33,8 km de distância de onde viviam. Nessa região, contida entre dois contrafortes (popularmente conhecidos como “boqueirões”), foi construída uma fazenda chamada Santana dos Nery. Ao redor do núcleo dessa fazenda, foi criada a vila de Santana dos Nery, atualmente chamada de vila de Piragiba. Devido à inexistência de documentos que atestam sobre a fundação da vila até o momento, a história sobre o assentamento recente na região se baseia em informações orais dos moradores.

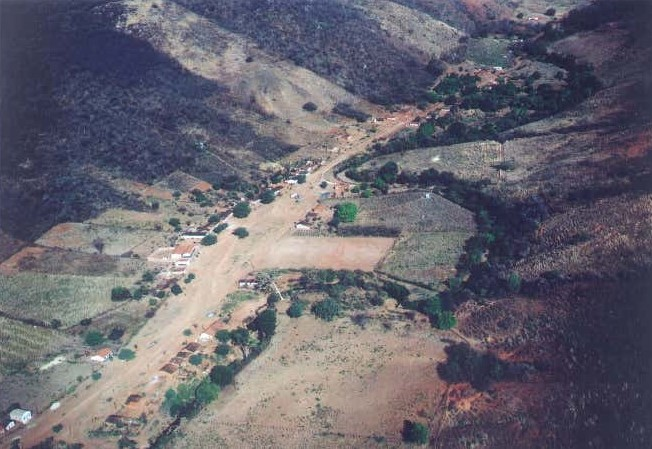
Vista aérea da vila de Piragiba.

### Piragiba
De 1944 até 1988, Piragiba designava um distrito subordinado ao município de Barra. Com a nova divisão territorial de 1989, o distrito foi elevado à categoria de município com alteração toponímica para Muquém de São Francisco, desmembrando-se de Barra.
Atualmente, Piragiba se refere a antiga vila de Santana dos Nery, localizada no município de Muquém de São Francisco do estado da Bahia, situado na microrregião de Barra.

## Sítio arqueológico de Piragiba
A Vila de Piragiba se encontra em um fundo de vale entre as serras Santana e Cruzeiro, onde há passagem do riacho Santana. A vila é composta por um núcleo residencial com duas fileiras com cerca de 50 casas. O espaço entre as fileiras é conhecido como “praça”, e esta situa-se sobre o sítio arqueológico, de tal forma que os vestígios arqueológicos localizam-se na praça e nos quintais das casas.
A região apresenta regime com duas estações climáticas opostas: a seca e a chuvosa. Durante as estações chuvosas, as serras desmatadas não consegue reter a água, que acaba por encher e elevar o nível do riacho Santana. Com o grande volume de água, há o transbordamento do riacho e inundação rápida, porém agressiva, da vila de Piragiba.
Diversos fatores, como a geografia da vila, as estações chuvosas e o desmatamento ao entorno da região, confluem para a erosão contínua do solo da praça. Devido a isso, as urnas funerárias, principais vestígios encontrados na praça, são continuamente levadas à tona.

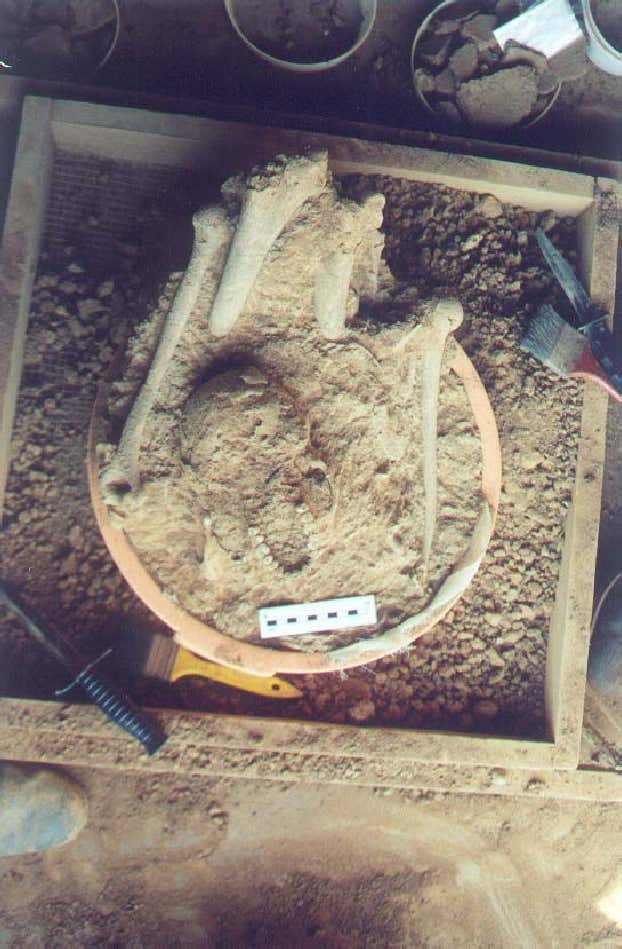
Sepultamento em urna funerária escavado na Praça de Piragiba.

#### O mito do pote de ouro
“Esses potes foram aparecendo através das águas que vinham descendo do riacho e passando pelo meio da rua. A gente não sabia o significado daquilo ali. A gente mesmo escavava ali, jogava ossada pra lá e tal, tentando achar algo importante.”- José C. da Silva, morador da Vila de Piragiba.
Antes mesmo dos arqueólogos chegarem ao sítio, a população da vila já conhecia o conteúdo das urnas funerárias. Com o aparecimento das cerâmicas, alguns moradores depredavam os vestígios, movidos pelo mito do pote de ouro. A crença na existência de potes com moedas de ouro, enterrados por jesuítas, missões religiosas ou indígenas, levou a destruição de algumas urnas. No entanto, como os próprios moradores constataram, a quebra das cerâmicas revelava apenas ossos antigos. Um único morador obteve contas feitas de ossos faunísticos de uma das urnas e passou a utilizá-las como adorno.
Após a auto-desmistificação da crença do ouro enterrado, a população de Piragiba quedou-se no reconhecimento de que as urnas funerárias eram “potes dos índios” e “panelas dos tapuias” antes mesmo das intervenções arqueológicas.

#### Identificação do sítio e intervenções arqueológicas
Por volta dos anos 70, o rio São Francisco e o riacho Santana transbordaram e causaram uma grande erosão no solo da praça, resultando no afloramento de um grande número de urnas. Esse evento potencializou o reconhecimento do local como um sítio arqueológico anos depois, em 1992, pela geógrafa Ana Cristina Morais, que estava na região para realizar um levantamento sobre o uso de solos, para a Superintendência de Estudos e Estatísticas da Secretaria de Planejamento do Estado da Bahia.
“Os afloramentos das urnas com ossadas são perceptíveis na praça da vila, ainda sem calçamento, mas onde já circulam caminhões e carros, que podem danificar os achados, antes mesmo de se conhecer o valor da descoberta.” - trecho do Ofício 90/92 enviado ao Instituto do Patrimônio Histórico e Artístico Nacional.
A geógrafa solicitou a intervenção arqueológica de professores da UFBA e, no mesmo ano, foi realizada uma visita para reconhecimento do local. A equipe foi coordenada pelo professor Carlos Etchevarne, que confirmou-se que a região de Piragiba se estrutura acima de uma ocupação pré-colonial. Nesse primeiro momento foi possível identificar dois sítios arqueológicos na localidade: o sítio da Praça de Piragiba e o sítio da Roça de Zé Preto, sendo cada um relacionado a grupos ceramistas distintos que utilizaram o mesmo ambiente em momentos diferentes.
Apenas em julho de 1996, as pesquisas arqueológicas foram iniciadas por meio do Projeto Piragiba. Os pesquisadores residiram na vila durante as escavações, que duraram um ano e meio, e conseguiram escavar três sítios arqueológicos, sendo estes localizados na praça da vila, no sítio de Zé Preto e na fazenda do Sr. Antônio Pita, estando esse último a 2 km ao leste da vila de Piragiba.
As escavações nessa época permitiram associar o sítio da praça de Piragiba à Tradição Arqueológica Aratu mediante a exumação de quase 60 sepultamentos, estando a maioria associados a urnas funerárias. As principais observações feitas pelos pesquisadores foram relacionadas a fragmentação das urnas, sobre a posição e decomposição dos corpos. O sítio de Zé Preto, como familiarmente é conhecido o Sr. José Gómes da Silva, e a fazenda do Sr. Antônio Pita foram associados à Tradição Tupiguarani, principalmente devido aos fragmentos cerâmicos associados a grandes vasilhames com decorações incisas.

## Tradição aratu
“O nome Aratu designa macrounidades culturais referentes a sociedades de horticultores ceramistas, que mantiveram semelhanças em alguns aspectos da cultura material, em especial na produção cerâmica e nos padrões de enterramento.”
Os grupos portadores da tradição Aratu foram identificados pela primeira vez por Valentin Calderón e foram assim nomeados por estarem na Baía de Aratu, no Recôncavo Baiano, a 18 km de Salvador. As pesquisas realizadas no litoral nordestino, principalmente na Bahia, levaram ao reconhecimento e escavação de vários outros sítios associados a essas populações identificadas pela uniformidade de sua produção cerâmica.
Calderón descreveu os grupos Aratu como agricultores sedentarizados que ocupavam áreas próximas de matas fluviais. Dentre os principais achados do pesquisador estão a localização de sítios a céu aberto com manchas de terra preta de dimensões variadas, alta concentração de material cerâmico simples e, como principal elemento diagnóstico da tradição, urnas funerárias. A semelhança do material, em conjunto com a extensão territorial e a existência de uma faixa cronológica contínua para os sítios permitiram o estabelecimento da tradição Aratu.

#### Distribuição dos grupos aratus
A distribuição das ocupações Aratu está relacionada a fatores ambientais, como inserção em áreas de ecótono, e ocorrem nas regiões Nordeste, Centro-Oeste e Sudeste do Brasil. Os sítios estão localizados em áreas planas ou em pequenas inclinações próximas a fontes pequenas e médias de água corrente, concentrando-se assim nas áreas litorâneas sobre a Planície Costeira e no interior do Brasil sobre o Planalto Central e Meridional.
No Nordeste, a difusão da cultura Aratu se estende por todo o litoral da Bahia, com interiorização até a região do rio Grande e a depressão sanfranciscana. Apesar das ocupações terem sido identificadas primeiro nesta região, o centro-sul de Goiás é o local de maior concentração de ocupações Aratu, também apresentando as datações mais antigas para esses grupos. Para além desse estado, os outros sítios são considerados periféricos, de migração posterior e menor coesão cultural.

#### Elementos diagnósticos aratus

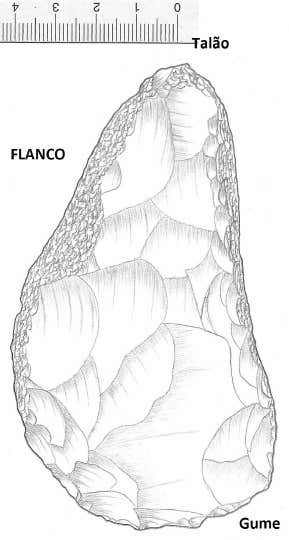
Ilustração de lâmina de machado lascada, destacando suas principais partes.

A tradição Aratu não está apenas associada à presença de vestígios cerâmicos de uma unidade tecnológica específica, porém também caracteriza uma cultura de horticultores ceramistas que formavam aldeias densas com ocupações demoradas.
Apesar de ser comuns marcas de variabilidades regionais, é possível listar alguns dos principais elementos associados à cultura Aratu:
> Sítios a céu aberto caracterizados por grandes manchas de terra preta com alta densidade de fragmentos cerâmicos;
> Disposição das manchas de habitações em formato circular ao entorno de uma praça central;
> Ocupações próximas a córregos de pequeno e médio porte;
> Ocupações em áreas planas ou de inclinação leve;
> Cerâmica roletada, sem decorações e com superfície alisada;
> Vasilhames de contornos simples, vasos geminados e panelas semi-esféricas de bordas onduladas;
> Lâminas alongadas de machado, picotadas e polidas; pequenos machados simples; e machados pesados e polidos;
> Fragmentos de rochas polidas;
> Grandes rodelas de fuso de pedra e cerâmica, indicando fiação de tecidos grossos;
> Cachimbos tubulares ou na forma de funil;
> Urnas funerárias piriformes, sendo essas o principal elemento diagnóstico da tradição Aratu.

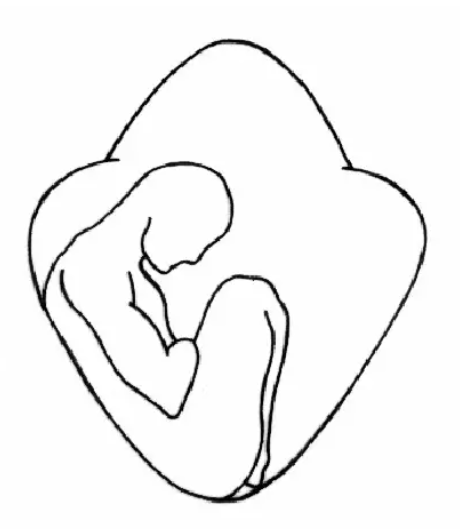
Ilustração da disposição do corpo em uma urna funerária.

#### Urnas Funerárias
Os rituais funerários dos grupos Aratu consistiam principalmente de enterramentos de forma primária, mas também foram encontrados alguns sepultamentos secundários. As urnas funerárias dessa tradição são únicas e apresentam forte representação na arqueologia de práticas funerárias. Esses invólucros mortuários são encontrados desde o litoral até o cerrado, estando presentes também nas áreas de caatinga. O padrão das urnas consiste em seu formato periforme, tendo sua abertura fechada por um opérculo coniforme. A maioria das urnas não possui decoração, apresentando tratamento de alisamento em sua superfície. Esse tipo de urna é comum a sepultamentos de indivíduos de todas as idades, e, em alguns casos, tem a presença de acompanhamentos funerários.

#### Cronologia e Desaparecimento
A cronologia mais antiga para a tradição Aratu está em Goiás, que recua a cultura até 1055 AD e a situa entre os séculos IX e séculos XI. Para os sítios da Bahia, as datações estabelecidas para as ocupações Aratu se encontram entre 1.000 - 1.500 AP, sendo consideradas ocupações ceramistas recentes. Os sítios da região da Bahia e Sergipe possuem registro dessas populações em camadas anteriores a de grupos do tronco linguístico Tupi, como é o caso da região de Piragiba. A desaparição das ocupações Aratu parece coincidir com as ondas migratórias dos grupos Tupi, com os quais competiram por territórios e recursos. Não há ocorrência da tradição Aratu posterior a essa época, indicando algum importante acontecimento para essas populações. Alguns sítios arqueológicos levantam à hipótese de reocupação de instalações Aratu por grupos Tupi, como em Piragiba, onde as datações radiocarbônicas indicam que os grupos originários Aratu e Tupi não coexistiram na região, porém é possível que os grupos Tupi tenham reconhecido a ocupação anterior. Foram encontrados alguns instrumentos típicos do grupo Aratu de Piragiba entre os objetos cerâmicos Tupi, indicando um aproveitamento funcional ou ritual.

## Ocupação Aratu na Praça de Piragiba
A antiga aldeia Aratu em Piragiba foi construída no entorno de um espaço central, como uma praça, sendo composta por cabanas amplas de madeira e palha. As urnas funerárias eram enterradas tanto na praça quanto no interior das casas, ou atrás delas. Os rituais funerários eram bem presentes nos grupos Aratu, sendo um dos principais objetos das pesquisas arqueológicas no sítio da praça de Piragiba.

#### Sepultamentos de Piragiba
As inumações na vila de Piragiba são majoritariamente em urnas funerárias, nas quais os indivíduos eram acomodados de forma íntegra e fletida dentro da urna. Também foram reconhecidas outras duas práticas funerárias: sepultamentos diretos fletidos e sepultamentos diretos em decúbito. As hipóteses sobre os indivíduos sepultados diretamente são que ou eles possuíam uma distinção social ou não pertenciam ao grupo e foram incorporados. Foi levantada a possibilidade de uma proximidade ou afinidade em vida entre um indivíduo de uma inumação fletida e seu vizinho sepultado em urna, que estão separados por poucos centímetros e, possivelmente, essa estreita vinculação indica que foram enterrados na mesma cova.

#### Sepultamentos em urna

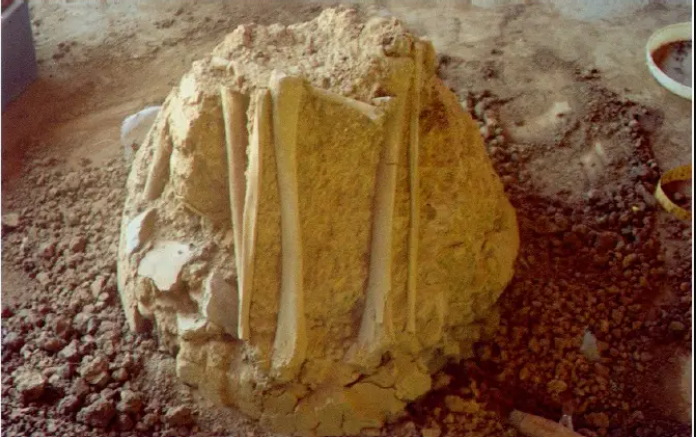
Sepultamento em urna funerária exumado da Praça de Piragiba.

Já foram identificados mais de 140 sepultamentos na vila de Piragiba, quase todos em urnas funerárias. As urnas possuem forma de jambo invertido com tratamento de alisamento da superfície externa, não apresentam decoração e nem uma linha incisa em torno ao lábio, característica Aratu ausente em urnas de abundantes cemitérios. Esses invólucros funerários são encontrados isolados ou em grupos de três ou cinco unidades, e sua abertura é fechada por um opérculo, de formato coniforme e superfície também alisada.
Os corpos eram condicionados de forma íntegra dentro das urnas, ainda apresentando plena flexibilidade anatômica, em posição de cócoras e com o crânio entre os membros pélvicos. O arranjo em que os ossos são encontrados dispostos atualmente não reflete com exatidão seu posicionamento inicial, mas seu estudo permite recriar a posição em que o corpo se encontrava no momento do sepultamento. Com o passar do tempo após o enterramento da urna, esta sofria fraturas devido às forças do solo e, em aproximadamente três anos após o enterro, a urna era rompida e invadida por sedimentos, os quais levavam à imobilização e adoção da posição definitiva da ossada.
A presença dos pequenos ossos sesamóides nas inumações realizadas em urna permitem reconhecer que esses sepultamentos eram primários. Por ser uma peça óssea tão pequena, é pouco provável que os corpos fossem sepultamentos secundários devido a dificuldade que seria recuperar esses pequenos ossos da primeira cova.
Todas as crianças sepultadas em urnas possuíam colares de contas de ossos ou de dentes de animais como acompanhamento funerário. As contas mais comuns eram cilíndricas e cortadas das diáfises de ossos de aves, já os pingentes eram de dentes caninos, felídeos ou de ossos longos de animais. Alguns adultos possuíam rodelas de fuso de rocha calcária, pequenas tigelas de cerâmica, em dois casos distintos, um pingente e uma ponta de projétil óssea.

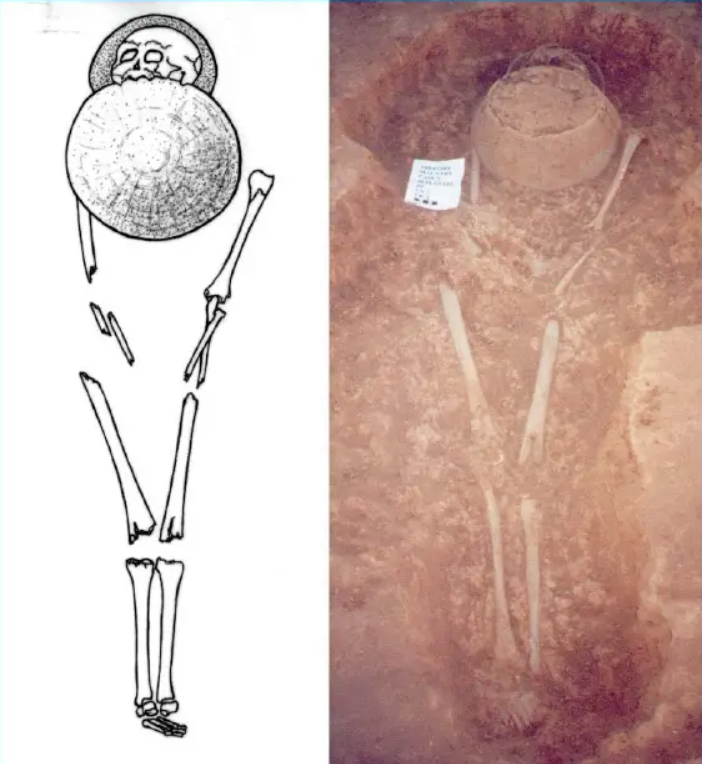
Sepultamento em decúbito escavado na Praça de Piragiba.

#### Sepultamentos em decúbito
Dois sepultamentos, dentre um universo de sessenta quatro exumações escavadas, estavam dispostos diretamente no solo em posição de decúbito. Os sepultados foram acomodados totalmente articulados nas covas, as pernas estavam estendidas com joelhos e pés bem próximos, e os braços paralelos ao corpo com a posição das mãos indicando um possível repouso sobre a região genital.
Como acompanhamento funerário apresentavam dois recipientes cerâmicos, um onde descansava a cabeça e outro, de morfologia idêntica a de um opérculo que recobre as urnas funerárias, disposto sobre o tórax. Essa última cerâmica recobria até a boca do sepultado, permitindo que apenas metade do rosto ficasse exposto.

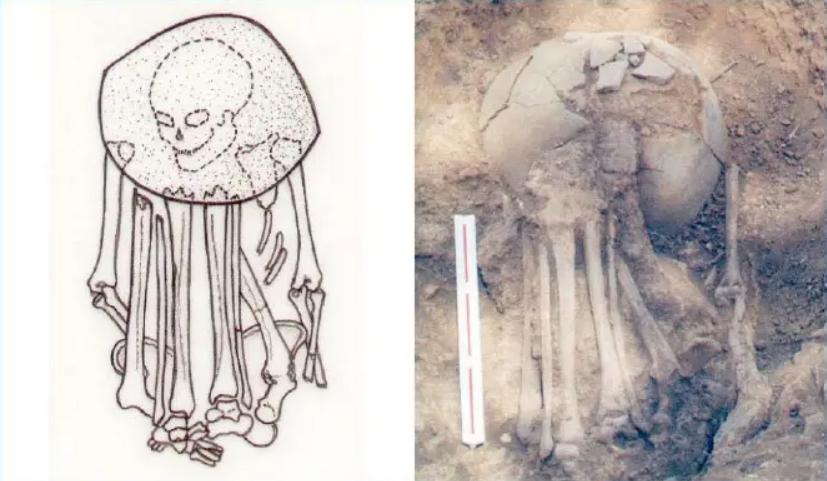
Sepultamento fletido escavado na Praça de Piragiba.

#### Sepultamentos fletidos
Dentre sessenta e quatro sepultamentos escavados, quatro estavam dispostos diretamente no solo em posição fletida. Os corpos estavam com o dorso em contato com o solo, tendo o braço esquerdo completamente estendido e o antebraço direito levemente flexionado para dispor a mão sobre a genitália. Um recipiente cerâmico em formato de opérculo foi colocado sobre o crânio, o protegendo e cobrindo completamente; logo após a disposição da cerâmica, o corpo foi submetido a forte flexão nos membros inferiores.
A posição bem flexionada desses corpos levou a hipótese de que cordas ou fibras poderiam ter sido utilizadas para os dispor assim, porém não há vestígios desses materiais. Outro método que poderia resultar nessa posição é a acomodação cuidadosa do corpo em uma cova estreita.

#### Universo lítico de Piragiba

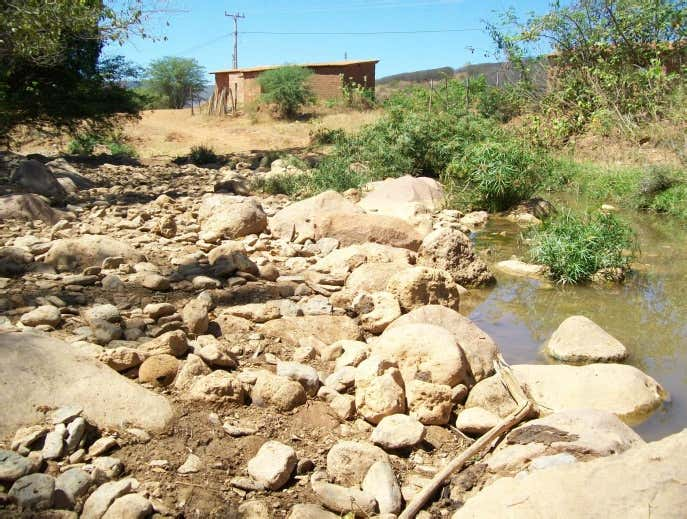
Rochas do leito do riacho Santana - fonte de matéria-prima.

Mais de 700 lâminas lascadas utilizadas para horticultura já foram encontradas no sítio arqueológico. A região não apresenta restrições de matéria-prima para a produção de líticos, sendo as margens e leito do riacho Santana uma fonte de muita abundância localizada próxima da aldeia. Dentre as principais identificações líticas em Piragiba estão instrumentos, lascas, núcleos e refugos.
Os instrumentos em pedra eram fabricados pela técnica de lascamento bifacial e, eventualmente, poderiam ser produzidos sobre blocos ou seixos reduzidos. Alguns dos instrumentos reconhecidos morfologicamente foram lâminas de machadinhas, enxadinhas, raspadores, plainas, instrumentos bifaciais, ponta de projétil, lesmas, furadores e pilões. Acredita-se que as lâminas de machado eram empregadas principalmente para manipulação da vegetação, sendo utilizadas no corte das árvores, para abrir e desmatar áreas para cultivo, como também no preparo para o plantio em solos bastante compactos, porém diversos outros usos para as lâminas também são possíveis. Esses líticos apresentavam pouca durabilidade, devido às propriedades físicas da matéria-prima e ao seu uso em atividades desconhecidas.

## Ocupação Tupi em Piragiba

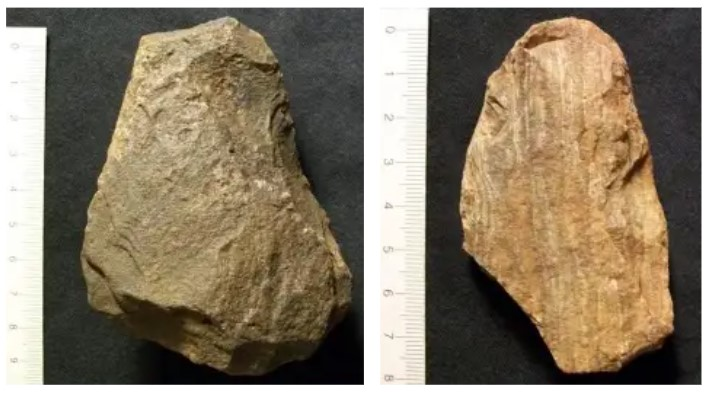
Lâminas de machado lascadas encontradas no sítio da Roça de Zé Preto (Tupi) que possivelmente foram reaproveitadas da antiga ocupação Aratu.

“A denominação Tupi engloba numerosos grupos étnicos que compartilhavam aspectos sociais, econômicos, simbólicos e, sobretudo, da tecnologia de produção cerâmica.”
Essas sociedades ocuparam grande parte do território brasileiro litorâneo e foram se interiorizando, apresentando diversas ondas de ocupação territorial. Os Tupi foram os principais grupos originários que se vincularam aos colonizadores, estando presentes em diversos relatos de cronistas da época.
Existem numerosos sítios Tupi na Bahia, e na região de Piragiba dois sítios arqueológicos foram associados à esses grupos horticultores: o sítio da Roça de Zé Preto e o sítio da fazenda do Sr. Antônio Pita. Há poucas informações sobre o segundo sítio, localizado a 2 km ao leste da praça da vila de Piragiba, onde foram encontrados, principalmente, grandes fragmentos de vasilhames cerâmicos com decorações incisas associados à tradição ceramista Tupiguarani.

#### Sítio Arqueológico da Roça de Zé Preto
A propriedade do Sr. José Gómes da Silva, familiarmente conhecido como Zé Preto, localiza-se a menos de 1 km da praça  da vila de Piragiba. O sítio está situado nos terrenos de cultivo ocupados por plantações de diversas espécies. Os vestígios arqueológicos que emergiam durante o preparo da terra foram conservados pelo proprietário durante anos, permitindo uma boa amostragem de fragmentos cerâmicos que resultaram na identificação do sítio como pertencente à ocupações Tupi. Foram encontrados muitos fragmentos cerâmicos associados a assadores, que são recipientes apropriados para processar mandioca brava ou para preparar beiju. A presença de bordas elaboradas, pinturas policromáticas, e o formato retangular, largo e chato desses vasilhames são elementos diagnósticos para vinculação do sítio à grupos Tupi.
As datações radiocarbônicas recuam a ocupação do sítio da roça de Zé Preto para, aproximadamente, 450 AP. Esses dados permitiram comprovar que a ocupação Tupi foi mais recente e não coexistiu com os grupos Aratu na região de Piragiba, porém alguns instrumentos líticos Aratu foram reutilizados pelos grupos Tupi.

## Educação patrimonial em Piragiba

#### Piragiba: escavacando uma história
O documentário “Piragiba: escavacando uma história” narra sobre o sítio arqueológico de Piragiba, desde as primeiras intervenções até a sua situação atual (em 2013), colocando em evidência a visão da comunidade com as atividades arqueológicas no local. O projeto foi coordenado e dirigido pelo professor Luydy Fernandes, que iniciou suas pesquisas em Piragiba em 1996, em conjunto do professor Anderson Silveira. O filme contou com a presença do professor Carlos Etchevarne, um dos principais nomes relacionados à arqueologia piragibense. O projeto foi produzido pelos grupos de pesquisa e extensão Recôncavo Arqueológico, da Universidade Federal do Recôncavo da Bahia, e Bahia Arqueológica, da Universidade Federal da Bahia, sendo realizado com apoio da FAPESB e da Secretaria de Ciência, Tecnologia e Inovação do Estado da Bahia entre os anos de 2012 e 2013.
O filme foi vencedor do I Festival de Filmes Arqueológicos do Recife, que ocorreu entre os dias 05 e 8 de Dezembro de 2017. O evento tinha como objetivo a divulgação da produção científica na arqueologia, ampliando essa discussão entre profissionais de diversas áreas.

#### Projetos Educacionais
Em paralelo às pesquisas arqueológicas, programas educativos foram e continuam sendo feitos em Piragiba, contando com a participação da comunidade local e de municípios vizinhos, principalmente mediante a excursões escolares. Palestras e oficinas são realizadas no edifício da escola municipal, a apresentação do acervo arqueológico é feita no museu provisório da vila e também ocorrem atividades nos locais das escavações.

#### Museu
Durante as primeiras escavações, nas quais a população da vila participou ativamente de todas as etapas, foi expresso o desejo da comunidade de ter a guarda do material arqueológico após o término dos estudos. Assim, um espaço físico foi cedido para o armazenamento dos artefatos encontrados até a concretização de um museu definitivo em Piragiba. Há uma grande expectativa dos moradores de Piragiba e dos pesquisadores para a construção desse museu, que ocuparia um lugar central na praça da vila, porém esse projeto ainda não pode ser viabilizado, principalmente por impedimentos de natureza burocrática.
A comunidade de Piragiba continua aguardando com expectativa a criação do museu definitivo, que apresentará os registros arqueológicos dos grupos associados às tradições ceramistas Aratu e Tupiguarani que ocuparam a região.